# Carex gigantea
Carex gigantea là một loài thực vật có hoa trong họ Cói. Loài này được Rudge mô tả khoa học đầu tiên năm 1804.